# Андерно ле Бен
Андерно ле Бен (фр. Andernos-les-Bains) насеље је и општина у југозападној Француској у региону Аквитанија, у департману Жиронда која припада префектури Бордо.
По подацима из 2011. године у општини је живело 11.209 становника, а густина насељености је износила 560,17 становника/km². Општина се простире на површини од 20,01 km². Налази се на средњој надморској висини од 4 метра (максималној 30 m, а минималној 1 m).

## Демографија
| 1962. | 1968. | 1975. | 1982. | 1990. | 1999. | 2011.  |
| ----- | ----- | ----- | ----- | ----- | ----- | ------ |
| 3.472 | 4.676 | 5.119 | 5.971 | 7.176 | 9.254 | 11.209 |

График промене броја становника у току последњих година